# Швейнфурт, Чарльз
Чарльз Швейнфурт (англ. Charles Schweinfurth, 1890—1970) — американский ботаник, коллектор, специалист в области орхидных Южной Америки. Сотрудник Ботанического музея Гарвардского университета.

## Статьи
- 1939. Notes on a remarkable collection of orchids from Panama. Ed. Bot. Museum Leaflets, Harvard University
- 1967. Orchidaceae of the Guayana Highland

## Книги
- The Genus Epidendrum in the United States & Middle America, 1936 (совместно с O. Ames; FT Hubbard). Ed. Bot. Museum Cambridge, Massachusetts. pp. xi + 233
- Orchids of Peru, 1958. Ed. Natural Hist. Museum. Publication 837, 868, 885, 913. 4 vols. 1.005 pp. ISBN 0-608-02118-0

## Растения, названные его именем
Род Cischweinfia Dressler & L.O.Williams 1970
Вид Pleurothallis schweinfurthii Garay 1954